# Schlacht bei Neuenegg
Lengnau · Grenchen · Ruhsel · Büren · Col de la Croix · St. Niklaus · Fraubrunnen · Neuenegg · Grauholz · Hägglingen · Wollerau · Stucketen-Chäppeli · Schindellegi · Rothenthurm · Morgarten · Pfyn I · Nidwalden · Pfyn II

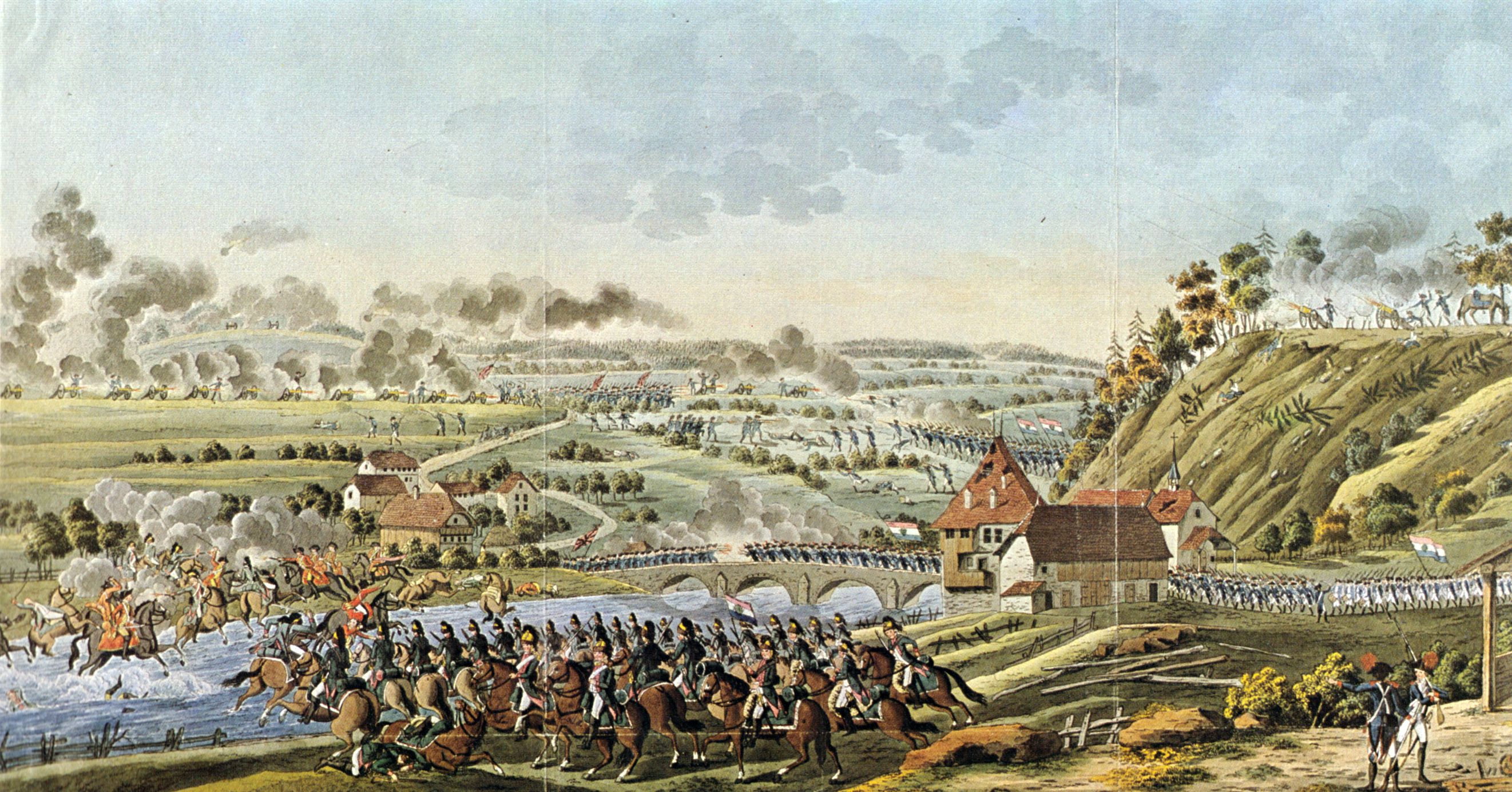
Zeitgenössische Darstellung der Schlacht bei Neuenegg

Die Schlacht von Neuenegg fand am 5. März 1798 bei Neuenegg, zwischen bernischen und französischen Truppen, während des Franzoseneinfalls in die Schweiz statt.

## Vorgeschichte
Am 2. März 1798 hatten sich die freiburgischen Truppen kampflos ergeben und die französischen Armeen stießen nun von Solothurn und Freiburg im Üechtland in Richtung Bern vor. Die französische Armee in Freiburg unter dem Kommando von Brigadegeneral Pijon rückte mit etwa 10.000 Mann Richtung Neuenegg vor. In der Nacht vom 4. auf den 5. März überwältigten die Franzosen das kleine Berner Kontingent, das den Übergang über die Sense bei Neuenegg bewachte. Auf Berner Seite wurde noch in der Nacht der Berner Landsturm aufgerufen. In der Stadt Bern mobilisierte Generaladjudant Johann Weber die vorhandenen Soldaten, 2300 Mann und brach am Morgen des 5. März 1798 Richtung Neuenegg auf.

## Die Schlacht
In der Zwischenzeit hatten die Franzosen bereits Oberwangen erreicht, wo sie jedoch auf die Scharfschützenkompanie Tscharner trafen, die auf dem Könizberg gelagert hatte und von dieser nun aufgehalten wurden. Als Weber mit seinen Truppen eintraf, trieben die Berner die Franzosen bis zur Ebene von Neuenegg, wo sie jedoch in das Feuer von mehreren französischen Artillerie- und Infanteriebataillonen kamen. Bei dem nun folgenden Sturmangriff auf die Franzosen kam es zu erheblichen Verlusten auf Berner Seite.
Die Franzosen begannen sich über die Sensebrücke in Richtung Freiburg zurückzuziehen und wurden hierbei ständig von drei bernischen Kanonen beschossen. Am späteren Nachmittag war die Schlacht gewonnen und Weber wollte bereits den Befehl zur Verfolgung der Franzosen geben, als aus Bern die Nachricht kam, dass die Schlacht am Grauholz verloren sei und General Schauenburg bereits in Bern eingezogen sei. Weber sah sich gezwungen, den Befehl zum Rückzug zu geben, was zu Empörung bei der Truppe und zu Ausschreitungen gegen die Offiziere führte.

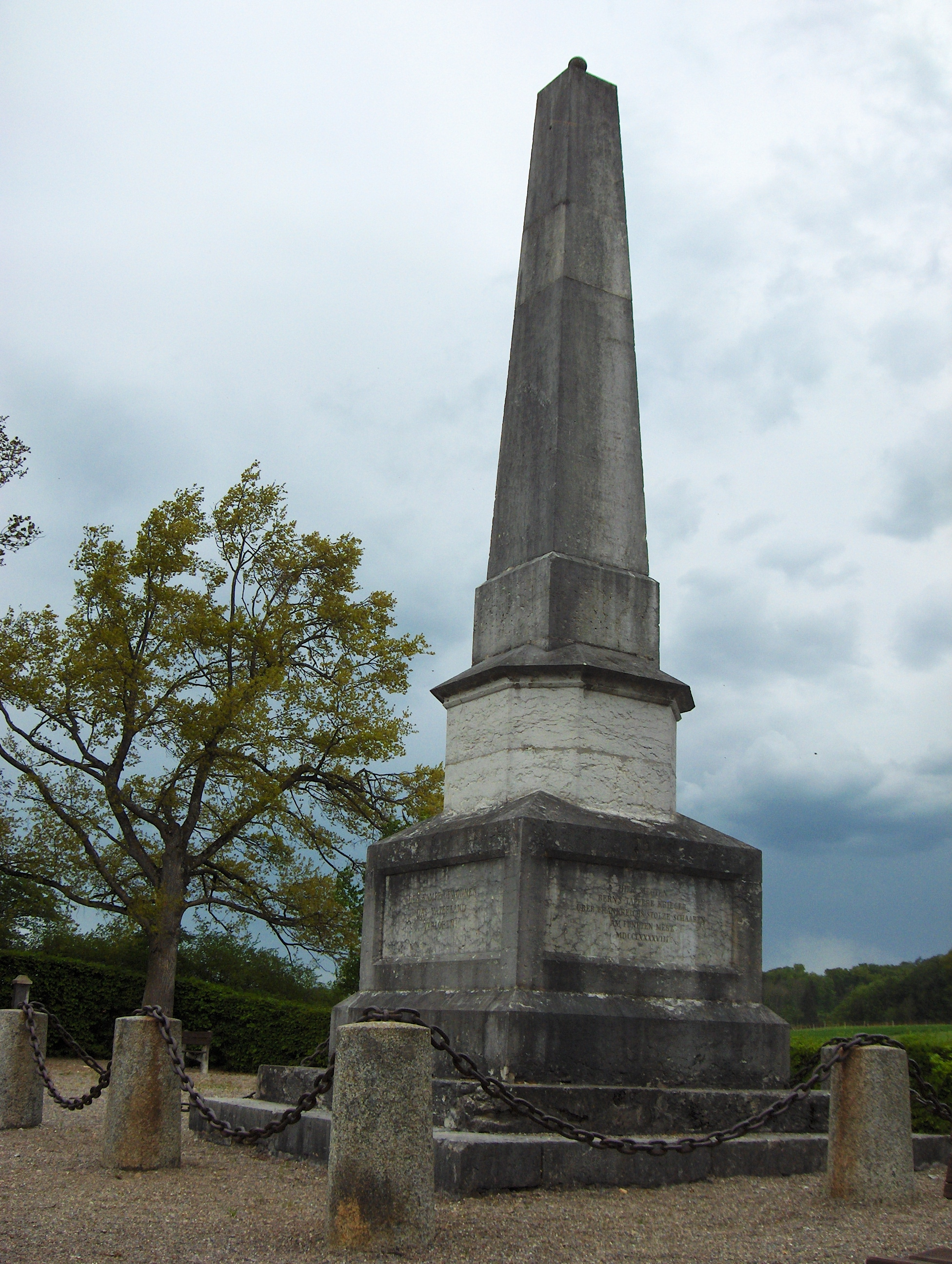
Schlachtdenkmal

An die Schlacht erinnert das 1866 oberhalb Neuenegg erbaute Schlachtendenkmal ⊙ von Albrecht Haller. Es trägt folgende Inschriften «HIER SIEGTEN BERN'S TAPFERE KRIEGER ÜBER FRANKREICHS STOLZE SCHAAREN AM FÜNFTEN MERZ MDCCLXXXXVIII» und «DEN KAMPF GEWONNEN DAS VATERLAND VERLOREN!». Es handelt sich auch um die Grabstätte der 135 Gefallenen, Anlage von 1863.
Zur Erinnerung an die Schlacht fand bis ins Jahr 2019 jährlich am ersten Märzsonntag das historische Neuenegg-Schiessen statt.